# Serra de Riés
La Serra de Riés és una serra situada entre els municipis d'Olesa de Bonesvalls i de Subirats a la comarca de l'Alt Penedès, amb una elevació màxima de 542 metres.